# Lehri (Marroc)
Lehri (en àrab لهري, Lahrī; en amazic ⵍⵀⵔⵉ) és una comuna rural de la província de Khénifra, a la regió de Béni Mellal-Khénifra, al Marroc. Segons el cens de 2014 tenia una població total de 9.085 persones.